# PDP-14
De PDP-14 (Programmed Data Processor) is een industriële controller die in 1969 geïntroduceerd werd door Digital Equipment Corporation (DEC) ter vervanging van industriële relaisbesturingen voor machines die repetitieve taken uitvoerden. De PDP-14 was een gespecialiseerde 12 bit-computer die specifiek ontworpen was om te functioneren in zware industriële omgevingen waar ook elektromotoren, solenoïden en lasapparaten aanwezig waren die elektronische interferentie konden veroorzaken. De PDP-14/L was een goedkopere variant met gereduceerde I/O-capaciteit.

## Hardware
De PDP-14 was ontworpen om Booleaanse vergelijkingen te verwerken, meestal uitgedrukt als "ladderdiagrammen" en had als zodanig een programmeerbaar read-only (PROM) geheugen. 
De PDP-14 kon maximaal 4K woorden bevatten voor instructies. De configuratie van het systeem omvatte een controle-eenheid en een aantal externe boxen:
- I-boxen (BX14) waren voor discrete inputs van het gecontroleerde systeem. Er konden maximaal 256 inputbronnen worden geadresseerd.
- O-boxen (BY14) konden maximaal 255 actuatoren in het gecontroleerde systeem aansturen.
- A-boxen konden worden gevuld met tijdschakelaarmodules voor het aansturen van tijdgestuurde gebeurtenissen of opslagmodules die niet werden gewist bij stroomverlies. A-boxen deelden samen met de O-boxen de output-adresruimte.
- S-boxen waren in wezen hetzelfde als de O-boxen, maar hadden geen ouput om actuatoren aan te sturen. Dit maakte het mogelijk om tussenresultaten op te slaan. S-boxen gebruikten ook de gedeelde output-adresruimte.

In 1974 werd de tweede generatie PDP-14 geïntroduceerd met de PDP-14/30 en PDP-14/35. Deze systemen hadden dubbel zoveel input- en outputkanalen, maar de instructieset was niet binair compatibel met de originele PDP-14.

## Software
De originele PDP-14 vereiste dat de programmering door DEC werd gedaan: klanten maakten een ontwerp en stuurden dat naar DEC, die vervolgens een geheugenbord met de implementatie terugstuurden dat in de PDP-14 geïnstalleerd moest worden. Een PDP-8-programma genaamd SIM-14 maakte het mogelijk om de PDP-14 te simuleren.
De programma's voor de tweede generatie PDP-14 werden ontwikkeld met behulp van de VT14, een terminal met een ingebouwde PDP-8 minicomputer. Vervolgens werden de programma's getest met behulp van een directe verbinding met de PDP-14. De PDP-14 werd in een "check-out"-modus gezet, waarna de VT14 de instructies verstrekte die in de PROM moesten geplaatst worden. De VT14 kon ook ladderdiagrammen tonen met de realtime status van het systeem.

## Verkoop
De eerste PDP-14 werd geleverd in juni 1969 en werd gebruikt om een tandwielslijpmachine te besturen. Het ontwerp als een "programmable logic controller" werd in 1973 gepatenteerd.